# Sargans
Sargans (gsw. Sargaas) – miasto i gmina we wschodniej Szwajcarii, w kantonie St. Gallen, w okręgu Sarganserland. Leży ok. 3 km na zachód od granicy liechtensteińsko-szwajcarskiej na rzece Ren. 

## Demografia
W Sargans mieszkają 6 224 osoby. W 2021 roku 27,9% populacji gminy stanowiły osoby urodzone poza Szwajcarią. 
Przeważająca część mieszkańców (87,0%) jest niemieckojęzyczna.

## Transport
Przez teren miasta przebiegają autostrady A3 i A13 oraz drogi główne nr 3, nr 13 i nr 439.